# Cyclatemnus minor
Espèce
Cyclatemnus minor est une espèce de pseudoscorpions de la famille des Atemnidae.

## Distribution
Cette espèce se rencontre en Éthiopie et au Kenya.

## Publication originale
- Beier, 1944 : Über Pseudoscorpioniden aus Ostafrika. Eos, Madrid, vol. 20, p. 173-212.